# Orlando Ribeiro

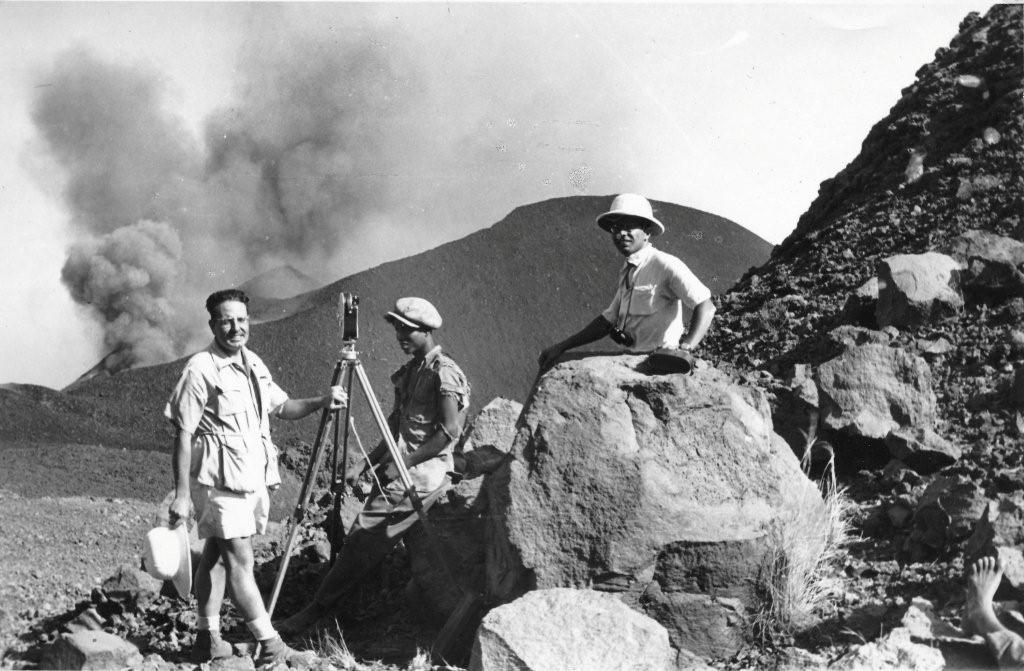
Orlando Ribeiro (links) bei einer Vulkaneruption auf der Insel Fogo der Kapverdischen Inseln, 1951

Orlando Ribeiro (* 16. Februar 1911 in Lissabon; † 17. November 1997 ebenda) war ein portugiesischer Geograph und Historiker, der in seinem 86-jährigen Leben mit weit über die jetzigen Grenzen Portugals hinausreichenden Forschungen eine neue Sicht der Portugiesen auf ihr Land und seine Geographie schuf. Nicht ohne Grund wird er als Erneuerer der Geographie in Portugal gesehen.

## Wirken
Seine Forschungsreisen führten ihn durch ganz Portugal, die ehemaligen portugiesischen Kolonien und nach Lateinamerika. Eine besondere Anziehung entfalteten die atlantischen Inseln: Azoren, Madeira, Kanarische Inseln, Kapverden, São Tomé und Príncipe. Ausgiebige wissenschaftliche Feldforschung und leidenschaftlich gelebte Lehre waren der Fundus für sein Gesamtwerk. Seine vielfältigen Interessen in den Bereichen Ethnologie, Anthropologie, Klimatologie und Geschichte flossen mit ein.
Die Basis seines umfangreichen wissenschaftlichen Netzwerks bildete das von ihm 1943 gegründete Institut Centro de Estudos Geográficos sowie die ab 1966 herausgegebene international bekannte Zeitschrift FINISTERRA. Revista Portuguesa de Geografia. Er erwarb viele Meriten, wie die Ehrendoktorwürde der Universitäten Rio de Janeiro, Bordeaux, Coimbra, Madrid und der Sorbonne.
Mit Deutschland verband ihn seine Bekanntschaft zum in Greifswald tätigen Hermann Lautensach, den er auf dem 15. Internationalen Geographenkongress in Amsterdam kennengelernt hatte, und dessen methodologische Theorie der regionalen Geographie sie beide bei längeren Feldstudien in Portugal 1943 zu einem gemeinsamen Projekt über die Geographie Portugals inspirierte. Neue Bindungen entstanden einerseits durch die Studienaufenthalte von Mariano Feio und zweier seiner Schüler, Ilídio do Amaral und Maria João Alcoforado, und andererseits durch Bodo Freund.
Im Jahr 1965 heiratete er die französische Geografin Suzanne Daveau. Die Heirat war der Beginn einer lebenslangen wissenschaftlichen Zusammenarbeit. Suzanne Daveau veröffentlichte und setzte die Forschungen des Paares nach Ribeiros Tod fort.

## Chronologie
- 1911 – Geboren am 16. Februar 1911 in Lissabon.
- 1916 – Nach dem Tod seiner Mutter lebte er in der Provinz bei seinen Großeltern mütterlicherseits.
- 1919 – Zurück bei seinem Vater in der Drogaria Progresso, rua da Escola Politécnica, nahe der Faculdade de Ciencias in Lissabon.
- 1921–28 – Schüler des Gymnasiums Passos Manuel in Lissabon.
- 1928–32 – Student der Geschichte und Geographie der Faculdade de Letras in Lissabon.
- 1930–41 – Schüler und Freund des Ethnologen Leite de Vasconcelos, dessen Werke er posthum veröffentlichte.
- 1932–33 – Besuch der Vorlesungen des schweizerischen Geologen Ernest Fleury im Instituto Superior Técnico in Lissabon.
- 1933–36 – Lehrtätigkeit am Colégio Infante de Sagres in Lissabon.
- 1934–37 – Ein kleines Stipendium der Junta da Educação Nacional erlaubte es ihm ganz Portugal zu bereisen.
- 1935 (August bis September) – Kreuzfahrt auf dem Atlantik.
- 1936 (März) – Verteidigung seiner Dissertation Arrábida; (November) – Heirat mit Maria Chambers Ramos. Sie haben 5 Kinder.
- 1937–40 – Lektor der portugiesischen Sprache an der Sorbonne in Paris.
- 1938 (Juli) – Teilnahme am XVe Congrès international de Géographie in Amsterdam.
- 1939–40 – In Paris wurde er Assistent des französischen Geographen Emmanuel de Martonne.
- 1940 (Juni) – Rückkehr nach Portugal – Erste Berührung mit Spanien beim Congresso Luso-Espanhol in Saragossa.
- 1941–43 – Kursleiter an der Faculdade de Letras in Coimbra.
- 1941 (Oktober) – Er traf in Lissabon auf Jean Gottmann, der auf der Durchreise nach New York war.
- 1943–81 – Professor an der Faculdade de Letras in Lissabon.
- 1943 – Gründung des Centro de Estudos Geográficos, dessen Direktor er bis 1970 war. (März) – Besuch des Geographen Pierre Deffontaines ; (Mai bis Juni und Oktober bis Dezember) – Exkursionen ins Gelände mit dem deutschen Geographen Hermann Lautensach ; gemeinsames Projekt einer portugiesischen Geographie ; (November) – Er lernte Pierre Birot kennen, der sich in Portugal niederließ, um dort zu arbeiten.
- 1944 (Mai) – Besuch von Emmanuel de Martonne.
- 1945 – Veröffentlichung seines am meisten bekannten Buches Portugal, o Mediterrâneo e o Atlântico in Coimbra.
- 1946 (Juni bis Juli) – Reise nach spanisch Marokko und Andalusien; (Juli bis August) – Teilnahme in Jaca am Curso de Geografía General y del Pirineu. Er wurde ernannt zum Vogal da Junta de Investigação Colonial und Lehrstuhlinhaber der Gabinete de Estudos Olisiponenses, gegründet von der Stadt Lissabon.
- 1947 (Januar bis Mai) – Studienaufenthalt in portugiesisch Guinea; (August) Studienreise nach Madeira; (Oktober) Reise nach Paris; (Dezember) Teilnahme am IIe Congrès des Africanistes de l’Ouest in Bissau, portugiesisch Guinea.
- 1948 (September) – Erneute Studienreise nach Madeira ; Lehrkurse über die Geographie Afrikas an der Escola Superior Colonial in Lissabon.
- 1949 (April) – XVIe Congrès international de Géographie in Lissabon; Leiter der Exkursionen in die zentralen Lagen Portugals im April und auf Madeira im Mai; Er wird zum  Vizepräsidenten der Internationalen Geographischen Union (IGU) ernannt ; (Oktober) – Oração de Sapiençia einer Stellungnahme zur Notwendigkeit einer Universitätsreform und der wissenschaftlichen Forschung in Portugal ; (Dezember) – Kolloquium an der Junta de Investigações do Ultramar: Stellungnahme zur Reform der wissenschaftlichen Forschung in Übersee.
- 1949–52 – Veröffentlichungen der Konferenzberichte (4 Bände), einer Zusammenfassung und weiterer 6 Exkursionshefte des Kongresses in Lissabon.
- 1950 – Reisen durch Europa und Teilnahme am Congrès pour l’Avancement des Sciences in Birmingham ; Lehrkurse über die Klimatologie am Instituto de Medicina Tropical, Lissabon.
- 1951 – Wissenschaftliches Treffen in Kairo zum 50. Jahrestag der Société de Géographie ; Reisen in Griechenland und Italien mit anschließender Konferenz in Nizza ; (Mai) – Teilnahme an der Exkursion Interuniversitaire des Pyrénées in Frankreich ; (Juni bis Juli) Reise zu den Kapverdischen Inseln zwecks Studium und Filmaufnahmen des Vulkanausbruchs Fogo.
- 1952 (Januar) – Überflug Westafrikas und IIIe Congrès des Africanistes in Fernando Pó, Guinea, dann Studienreise auf den Inseln von São Tomé und Principe; (März bis August) – große Amerika-Reise ; Brasilien, von Santa Catarina nach Amapa ; Peru, von Lima nach Machu-Pichu ; USA, von New York nach Alabama ; (August) – XVIIe Congrès international de Géographie in Washington. Er wurde 1. Vizepräsident der IGU ; Erste Doktorarbeit seines Schülers Mariano Feio.
- 1952 (Dezember bis Januar 1953) – Zweiter Studienaufenthalt auf den Kapverdischen Inseln.
- 1953 (März) – Konferenz an der Sorbonne (Paris) und in Straßburg; (August) – Erste Studienreise zu den Azoren.
- 1954 (Mai) – Reise nach England ; Veröffentlichung von A Ilha do Fogo e as suas Erupções, das Buch kam erst 1957 heraus.
- 1955 – Veröffentlichung in Barcelona des Buches Portugal, Band V der Geografía de España y Portugal ; Doktorarbeit seiner Schülerin Raquel Soeiro de Brito über die Insel São Miguel der Azoren; (September) – Teilnahme am Symposium der IGU in Kampala, Uganda.
- 1955 (Oktober bis Februar 1956) – Studienreise nach Kairo, Karatschi und hauptsächlich nach portugiesisch Indien.
- 1956 (April) – Reise nach Bordeaux ; (August bis September) – Teilnahme am XVIIIe Congrès international de Géographie und am Curso de Altos Estudos Geográficos in Rio de Janeiro ; Erste Ehrendoktorwürde der Universidade Federal do Rio de Janeiro.
- 1957 – Einführung eines Diploms der Geographie ; (Juli) – Erhalt des Preises Lopes do Rego für das Buch A Ilha do Fogo ; (August) Verleihung des französischen Verdienstordens Chevalier de la Légion d’Honneur (Ch. LH) ; (Oktober) – Studienreise zu den Azoren wegen der Eruption des Vulkans Capelinhos auf Faial.
- 1958 (Januar) – Erneute Reise zu den Azoren.
- 1959 (Januar) – Lehrkurs am Collège de France in Paris über die Géographie de l’Expansion Portugaise ; (März bis Juni) – Versuch als Direktor die Faculdade de Letras der Universität Lissabon zu reformieren.
- 1960 (Juli bis August) – Teilnahme am XIXe Congrès international de Géographie in Stockholm. Exkursion nach Zentralschweden ; (August bis September) – Studienreise nach Mosambik und Angola, mit Stellungnahme zu Rassenproblemen.
- 1961 (September) – Zweite Studienreise nach Mosambik und Angola mit Fernandes Martins und Suzanne Daveau ; Doktorarbeit seines Schülers Francisco Tenreiro über die Insel São Tomé ; Beginn der Teilnahme am Conseils scientifiques consultatifs de la Fondation Gulbenkian und dessen finanzielle Unterstützung des Centro de Estudos Geográficos.
- 1962 (Januar bis März) – Gastprofessur an der Universität Laval in Québec, Kanada, dann Reise in die Bretagne, Frankreich ; (Mai) – Eingreifen in universitaire Vorgänge; (September bis Oktober) – Studienreise nach Angola mit Pierre Gourou ; (November) – Ehrendoktorwürde der Universität Bordeaux.
- 1963 (August bis September) – Erneute Studienreise nach Mosambik mit Pierre Gourou.
- 1964 (April) – Konferenz am Collège de France in Paris ; (Juli) – Reise in die Alpen ; Doktorarbeit seines Schülers Ilídio do Amaral über die Insel Santiago, Kapverdische Inseln.
- 1965 (August) – Reise nach Brasilien: Rio de Janeiro, Bahia, Ceará ; (September) – Heirat mit Suzanne Daveau.
- 1966 (August) – Reise nach Mexiko ; Erscheinen der 1. halbjährlichen Ausgabe der Zeitschrift Finisterra. Revista Portuguesa de Geografia.
- 1967 – Organisation des Primeiro Seminário Internacional de Geografia in Lissabon ; (Oktober bis Juni 1968) – Gastprofessur am Institut de Géographie, Sorbonne in Paris ; (Dezember bis Januar 1968) – Teilnahme am Congrès Panafricain de Préhistoire in Dakar, Senegal ; Studienreise im Senegal und in Mauretanien.
- 1968 – Erstveröffentlichung von Mediterrâneo. Ambiente e Tradição.
- 1970–74 – Vorbereitung einer Reform der Hochschullehre im Bereich Geisteswissenschaften mit dem Minister José Veiga Simão.
- 1970 (März) – Reise nach Spanien und Marokko.
- 1971 – Verleihung des Preises Almágia für das Buch Mediterrâneo ; (Juni) – Er wird Mitglied der Accademia dei Lincei in Rom.
- 1973 – Veröffentlichung von La Zone Intertropicale Humide (Armand Colin, Paris) in Zusammenarbeit mit Suzanne Daveau ; (Dezember) – Reise zu den Kanarischen Inseln.
- 1974 (25. April) – Beginn der Nelkenrevolution in Portugal.
- 1976 – Veröffentlichung der Destinos do Ultramar, einem Sammelband von Artikeln über die portugiesischsprachigen Länder.
- 1979 – Kolloquium I Colóquio Ibérico de Geografia in Salamanca, Spanien.
- 1980 – Kolloquium II Colóquio Ibérico de Geografia in Lissabon.
- 1981 (Februar) – Jubiläumsfeier zur Pensionierung ; Veröffentlichung von A Colonização de Angola e o seu Fracasso. – Verleihung des Ordens Instrução Pública.
- 1983 – Eintritt in die Akademie der Wissenschaften in Lissabon. Vermächtnis, mit dem er seine wissenschaftlichen Archive dem Centro de Estudos Geográficos in Lissabon vermacht.
- 1984 – Bibliographische Erstveröffentlichung seiner wissenschaftlichen Werke durch A. e I. do Amaral ; (Juni) – Ehrendoktorwürde der Universität Coimbra.
- 1984–88 – Veröffentlichung eines Livro de Homenagem a Orlando Ribeiro (2 Bände mit 99 Beiträgen).
- 1985 (Juni) – Ehrendoktorwürde der Universität Madrid ; (Juni bis Juli) Reise zu den Kapverdischen Inseln auf Einladung des Präsidenten der Republik Kapverden.
- 1986 (März) – Er erlitt einen Hirninfarkt, der seine Schaffenskraft beendete.
- 1987 (Juni) – Verleihung des Ordens des heiligen Jakob vom Schwert mit der Stufe Großoffizier.
- 1987–91 - 4-bändige Veröffentlichung der Geografia de Portugal, einer thematischen Zusammenfassung des übersetzten Werkes von Lautensach (1932), der Originalversion von Orlando Ribeiro (1955) und der Aktualisierung durch Suzanne Daveau.
- 1989 (Februar) – Ehrendoktorwürde der Universität Sorbonne, Paris.
- 1993 – Veröffentlichung eines Bildbandes zum Buch Portugal, o Mediterrâneo e o Atlântico, die Photos sind von Jorge Barros.
- 1994 – Finisterra: Katalog einer Ausstellung von Orlando Ribeiro's Photographien in Coimbra.
- 1995 – Spezialausgabe des Jornal de Letras (15/2/95), ihm gewidmet.
- 1997 – Gestorben am 17. November in Lissabon.
- 1998 – Die Stadt Pinhal Novo benennt eine Straße nach ihm als Erinnerung an eine Studie aus dem Jahr 1949.
- 1999 – Posthume Veröffentlichung des Berichts über Goa, Indien ; (März) – Lissabon benennt eine Straße nach ihm.
- 2003 – Veröffentlichung der Memórias de um Geográfo, mit Einführung von João Carlos Garcia ; (Dezember) – Einweihung der Biblioteca Municipal Orlando Ribeiro, in Lissabon's renoviertem Viertel Telheiras.
- 2004 – Die Seite www.orlando-ribeiro.info geht ins Internet.
- 2008 – Die Zeitschrift Finisterra gibt eine Ausgabe (XLIII, 85) über Orlando Ribeiro heraus.
- 2010 (Februar) – Unterzeichnung eines Übereinkommens des Centro de Estudos Geográficos, Lissabon, mit der Biblioteca Nacional de Lisboa (Service de l’Arquivo de Cultura Portuguesa Contemporânea), die einen Teil des Vermächtnisses von Orlando Ribeiro übernimmt.
- 2011 (Februar) – RTP 2 des portugiesischen Fernsehens zeigt den Film Orlando Ribeiro, Itinerâncias de um Geógrafo, von António João Saraiva und Manuel Carvalho Gomes ; 2.0 der Seite www.orlando-ribeiro.info geht ins Internet ; (Mai) – RTP 1 des portugiesischen Fernsehens zeigt den Film Além de Nós. Mudanças na Paisagem von Anabela Saint-Maurice; (Oktober) – Einweihung der Ausstellung Orlando Ribeiro. Ponto de Partida. Lugar de Encontro in der Biblioteca Nacional de Lisboa und Verleihung des Prémio Nacional de Geografia Orlando Ribeiro von der Associação Portuguesa de Geógrafos.

## Schriften
- 1937 – A Arrábida. Esboço Geográfico, Revista da Faculdade de Letras, Lisboa, IV 1-2, p. 51-131 (2004, 3. Auflage, Fondation Oriente, Lisboa, Câmara Municipal de Sesimbra).
- 1945 – Portugal, o Mediterrâneo e o Atlântico, Coimbra Editora, Coimbra (1993, als Bildband mit Photos von Jorge Barros, Edições João Sá da Costa; 2011, 9. Auflage, Letra Livre, Lisboa; 2012, italienische Übersetzung von Federico Bertolazzi, ed.: Portogallo, il Mediterraneo e l'Atlantico, Universitalia Roma).
- 1949 – Le Portugal Central, Congrès international de Géographie, Lisbonne (1982, 2. Auflage, Centro de Estudos Geográficos, Lisboa).
- 1949 – L’île de Madère, Congrès international de Géographie, Lisbonne (1985, portugiesische Übersetzung, A Ilha da Madeira até Meados do Século XX, Instituto de Cultura e Língua Portuguesa, Lisboa).
- 1954 – A Ilha do Fogo e as suas Erupções, Junta de Investigações do Ultramar, Lisboa (2015, 4. Auflage, Associação das Universidades Língua Portuguesa, Lisboa).
- 1955 – Portugal, Band V der Geografía de España y Portugal, Montaner y Simón, Barcelone.
- 1961 – Geografia e Civilização. Temas portugueses, Centro de Estudos Geográficos, Lisboa (1992, 3. Auflage, Livros Horizonte, Lisboa).
- 1962 – Aspectos e Problemas da Expansão Portuguesa, Junta de Investigações do Ultramar, Lisboa.
- 1964 – Problemas da Universidade, Livraria Sá da Costa, Lisboa.
- 1968 – Mediterrâneo. Ambiente e Tradição, Fundação C. Gulbenkian, Lisboa (2011, 3. Auflage, idem)
- 1970 – Ensaios de Geografia Humana e Regional, Livraria Sá da Costa, Lisboa.
- 1970 – Variações sobre Temas de Ciência, Livraria Sá da Costa, Lisboa.
- 1973 – La Zone Intertropicale Humide, Armand Colin, Paris (in Zusammenarbeit mit Suzanne Daveau).
- 1975 – Destinos do Ultramar, Livros Horizonte, Lisboa.
- 1976 – A Universidade em Crise, Edições Cosmos, Lisboa.
- 1977 – Introduções Geográficas à História de Portugal. Estudo Crítico, Imprensa Nacional – Casa da Moeda, Lisboa.
- 1981 – A Colonização de Angola e o seu Fracasso, Imprensa Nacional. Casa da Moeda, Lisboa (2014, 2. Auflage, idem).
- 1985–86 – Les Bassins de Lousã et d’Arganil. I. Le bassin sédimentaire, II. L’évolution du relief, Centro de Estudos Geográficos, Lisbonne (in Zusammenarbeit mit P. Birot et S. Daveau).
- 1986 – Iniciação em Geografia Humana, Edições João Sá da Costa, Lisboa.
- 1987 – Introdução ao Estudo da Geografia Regional, Edições João Sá da Costa, Lisboa (2001, 2. Auflage, idem).
- 1987–91 – Geografia de Portugal, I. A Posição Geográfica e o Território, II. O Ritmo Climático e a Paisagem, III. O Povo Português, IV. A Vida Económica e Social, Edições João Sá da Costa, Lisboa (in Zusammenarbeit mit H. Lautensach und S. Daveau, verschiedene partielle Wiederauflagen bis 2004).
- 1989–95 – Opúsculos Geográficos, I. Síntese e Método, II. Pensamento Geográfico, III, Aspectos da Natureza, IV, O Mundo Rural, V, Temas Urbanos, VI. Estudos Regionais, Fundação C. Gulbenkian, Lisboa (2015, 2. Auflage, 3 Bände, idem).
- 1994 – Finisterra, Encontros de Fotografia, Coimbra.
- 1999 – Goa em 1956. Relatório ao Governo, Comissão Nacional para as Comemorações das Descobertas Portuguesas, Lisboa.

Autobiografie
- 2003 Memórias de um Geógrafo. Edições João Sá da Costa, Lisboa 2003, ISBN 972-9230-66-8.

Tagebucheditionen
- 2010 – Cadernos de Campo Orlando Ribeiro. Guiné 1947, Centro de Estudos Africanos, Humus, Porto, Einführung von Suzanne Daveau und Philip Havik.
- 2013 – Cadernos de Campo Orlando Ribeiro. Moçambique 1960 - 1963, Centro de Estudos Africanos, Humus, Porto, Einführung von João Sarmento und Eduardo Brito Henriques.

Artikel
- 2010 – José Leite de Vasconcelos na História e na Lenda, O Arqueólogo Português, IV, 26, pp. 55 - 68
- 2012 – O Ensino da Geografia, Porto Editora, Porto, Präsentation von Suzanne Daveau und Einleitung von José Ramiro Pimenta und João Carlos Garcia.
- 2013 – Universidade, Ciência, Cidadania, Fundação Calouste Gulbenkian, Lisboa, Organisation und Präsentation von Suzanne Daveau.

## Filmografie
- Documentàrio Orlando Ribeiro Itineirâncias de um Geógrafio

## Ausstellungen
- 2011/12 Orlando Ribeiro : Ponto de partida, lugar de encontro. Biblioteca Nacional de Portugal, Lisboa. Mit Katalog.